# 岡田武彦
岡田 武彦（おかだ たけひこ、1908年（明治41年）11月22日 - 2004年（平成16年）10月17日）は、日本の哲学者・著述家。

## 経歴
兵庫県飾磨郡白浜村字中村（白浜町を経て、現在の姫路市白浜町）で生まれる。姫路高等学校を経て、1934年（昭和9年）九州帝国大学法文学部支那哲学史専攻（当時）を卒業した。富山県立神通中学校（現在の富山県立富山中部高等学校）教諭を務め、1938年（昭和13年）に宮崎県立延岡中学校（現在の宮崎県立延岡高等学校）教諭、1939年（昭和14年）に福岡県立中学修猷館（現在の福岡県立修猷館高等学校）教諭を務めた。1943年（昭和18年）に長崎師範専門学校（現在の長崎大学教育学部）教諭、1945年（昭和20年）に熊本陸軍幼年学校教官、1946年（昭和21年）に福岡県立修猷館高等学校教諭を務めた。
1949年（昭和24年）、九州大学助教授に就任した。1958年（昭和33年）、九州大学文学部教授に就任した。1960年（昭和35年）に文学博士の学位を取得する。1966年（昭和41年）、アメリカ・コロンビア大学客員教授に就任した。1969年（昭和44年）九州大学教養部長に就任し、1972年（昭和47年）に定年退官し、九州大学名誉教授に就任した。中華学術院（台湾）栄誉哲士。その後西南学院大学教授、活水女子短期大学教授、活水女子大学教授を歴任し、1989年（平成元年）に退職した。2004年（平成16年）10月、福岡市の自宅で死去した。

## 人物

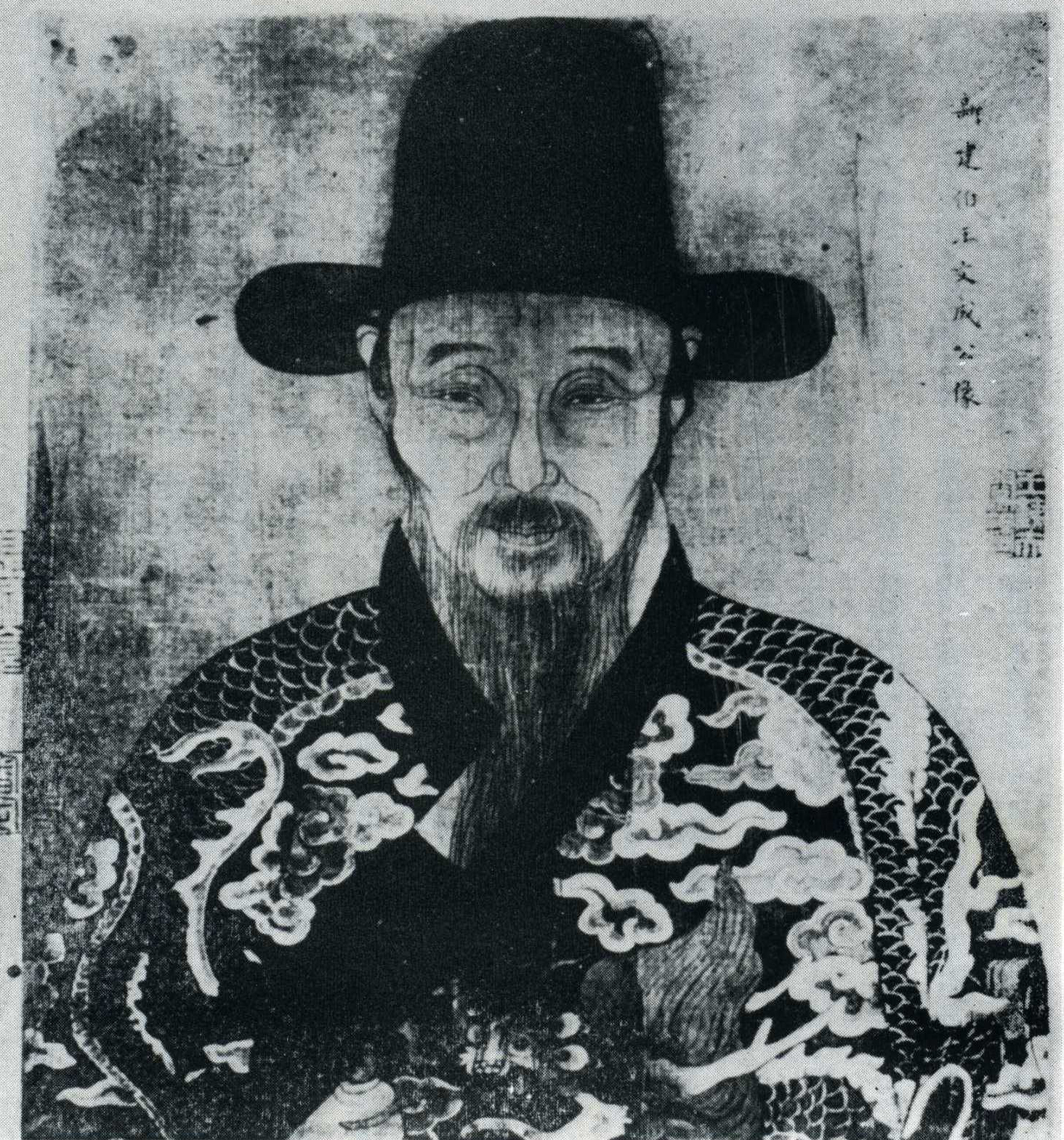
楠本正継著『宋明時代儒学思想の研究』と、岡田武彦著『王陽明と明末の儒学』に掲載された
王陽明の肖像画

九州帝国大学在学中は楠本正継教授に親炙し、教授の著書『宋明時代儒学思想の研究』に感化を受け、終生これから離れることはなく、自らも『王陽明と明末の儒学』の著書を上梓した。
この著書の巻頭には「敬しんで故楠本正継先生の霊に捧ぐ ─ 著者 岡田武彦」と題して王陽明の肖像画が掲げられ、その下に次のような解説が付されている。

これは『宋明時代儒学思想の研究』の著者、故楠本正継博士が、昭和五年、北京で撮影された写真による。もとは黄節教授蔵の明代画である。この肖像は、蟒衣を着ているから正徳十六年（陽明五十歳）十二月、陽明が新建伯に封ぜられてからのものであることは明らかだが、これによって陽明の晩年の風貌をしのぶことができる。

楠本正継教授の祖父は儒学者楠本端山であり、父は同楠本海山である。
岡田は孔子を祖とする儒学から、宋学、陽明学、更に日本の儒学まで広く深く修め、学者のみならず時あるごとに市井の人々にもその神髄を多く語ってきた。
教職退任後は日本の学者や門人たちと王陽明遺跡探訪の旅を数次に亘って精力的に敢行、本場中国の学者との交流も深く、王陽明遺跡修復にも貢献した。また世界の学者を招き、福岡では「東アジアの伝統文化国際会議」、京都では「国際陽明学京都会議」という大きな国際学会を開くなど活躍し、同学の士に希望と感動を与えた。
更に、著述の傍ら地元の福岡では「思遠会」 「東洋の心を学ぶ会」 「簡素書院」等で多くの人々に向け、王陽明の『伝習録』はじめ中国の古典ほか、自説の「身學説」、「兀坐説」、『簡素の精神』などを語り、最晩年には日本的思考の『崇物論』で帰結した。
その間「朱子学は主知的」であり「陽明学は情意的」であると説き、知識を重ねるだけの頭でっかちであるより、実践し体で覚える「体認」が肝要と説いた。乞われれば全国に出向き世を去るまで熱く語り続け、学者はもとより、一般市民から園児まで多くの心ある人々に慕われた。

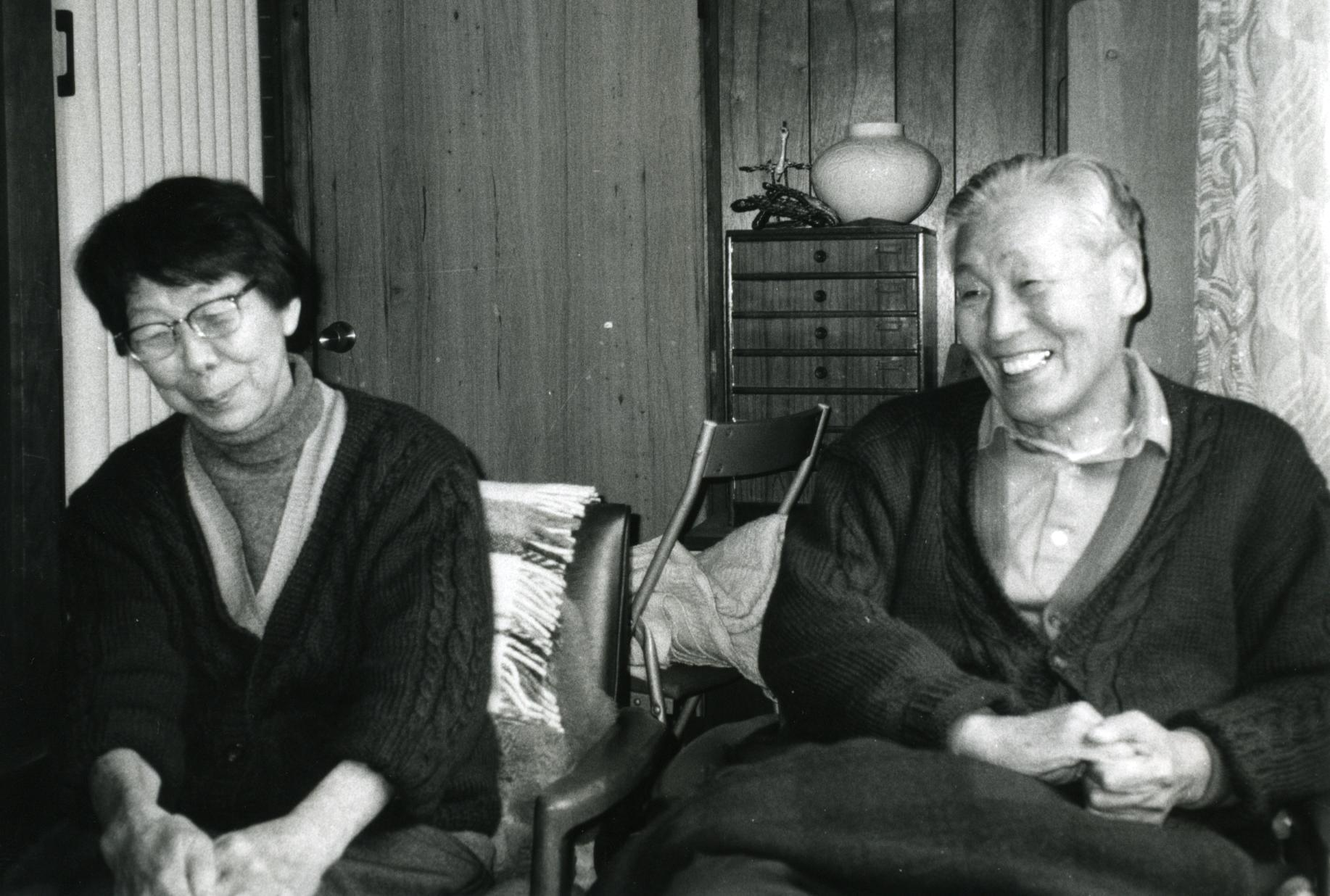
自宅で来客と歓談する岡田夫妻
岡田84歳時
1993年（平成5年）2月西日本新聞より

このように繁忙の中にも、道友との酒席を楽しみ、揮毫を楽しみ、絵を描いたり、音楽を聴いたりすることも忘れなかった。岡田の透徹した思考と感性は、このように偏りのない生きざまから発せられ身体を養い、年老いるまで深く広く活動ができたものと思われる。音楽はとくにベートーベンを好んでいたという。
2004年（平成16年）10月17日、老衰により福岡市南区の自宅で死去。
葬儀は自宅に近い「飛鳥会館」で執り行われ、18日の通夜には故人が好んでいたベートーベンの音楽が始終流された。翌日の葬儀は「無宗教」式で、5分間ほどの兀坐に始まり、バイオリン・クラリネット・ピアノのトリオ生演奏でしめやかに「月光」の曲が奏され式が進行、出棺に際しては棺に寄り添うように立ちながらのバイオリン独奏によるゆったりとした「歓喜」の歌が奏され、参列者一同低頭して見送った。
後日の10月30日に「お別れ会＝告別式」が、福岡郵便貯金会館で執り行われ、全国から多くの参列者が一堂に会し、故人に対する感謝と哀悼の意を表し、別れを告げた。
著書には単行本のほかに、まとまった著作全集24巻もある。
2007年（平成19年）10月には福岡県朝倉市に、岡田の著作、所蔵品などを収め展示し、研修もできる施設「岡田武彦記念館」が開館した。

## 墓所

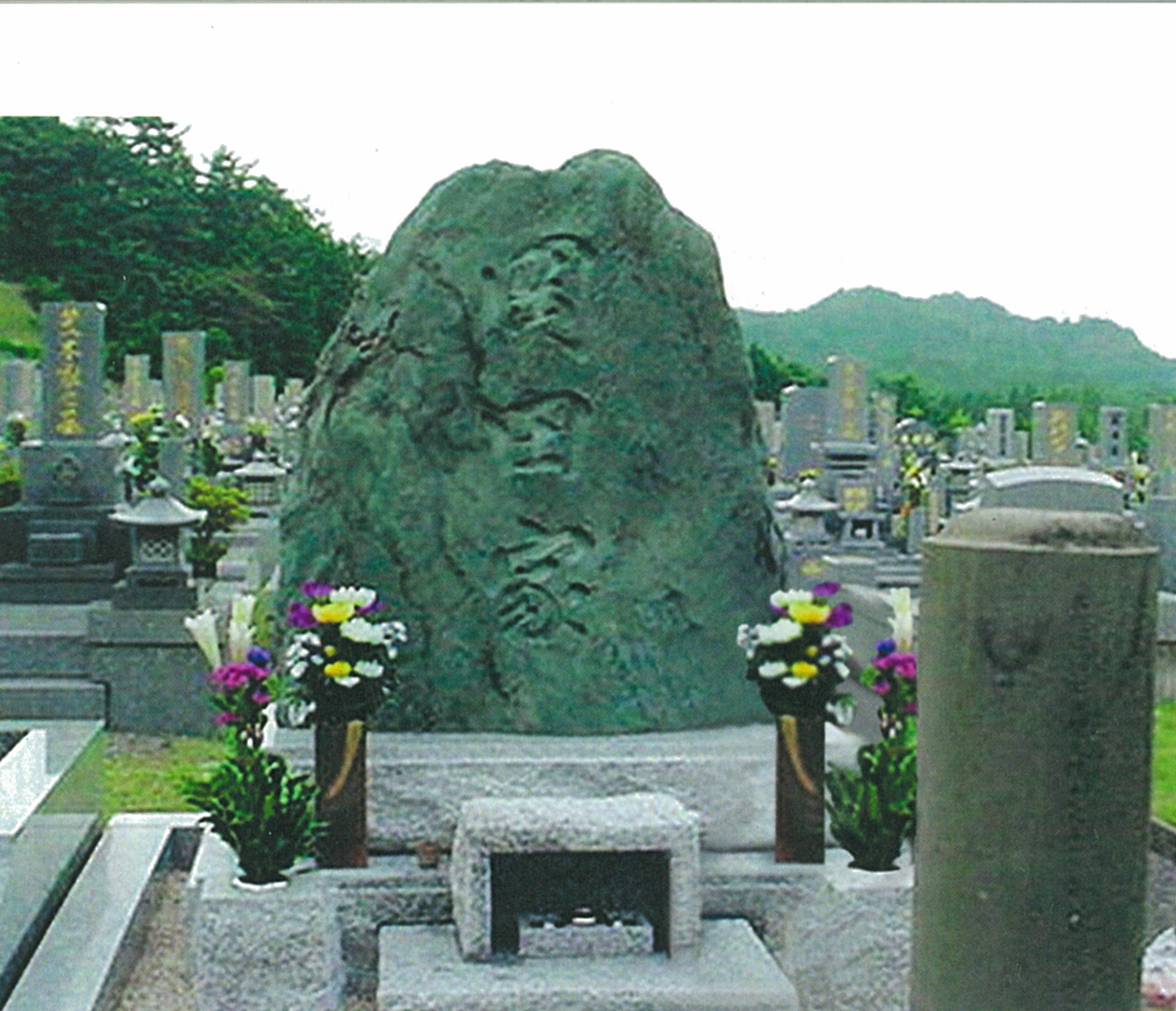
福岡中央霊園
岡田家之墓
6S1-01-200号墓

岡田家墓所：福岡中央霊園

## 業績
教師としての現役時代には著述や米国ハワイなど学会での発表も多かったが、教職を辞した後には更に記録に残る国際的な業績を残した。その三つを挙げる。

### 1. 「王陽明遺跡探訪の旅ならびに遺跡修復への貢献」

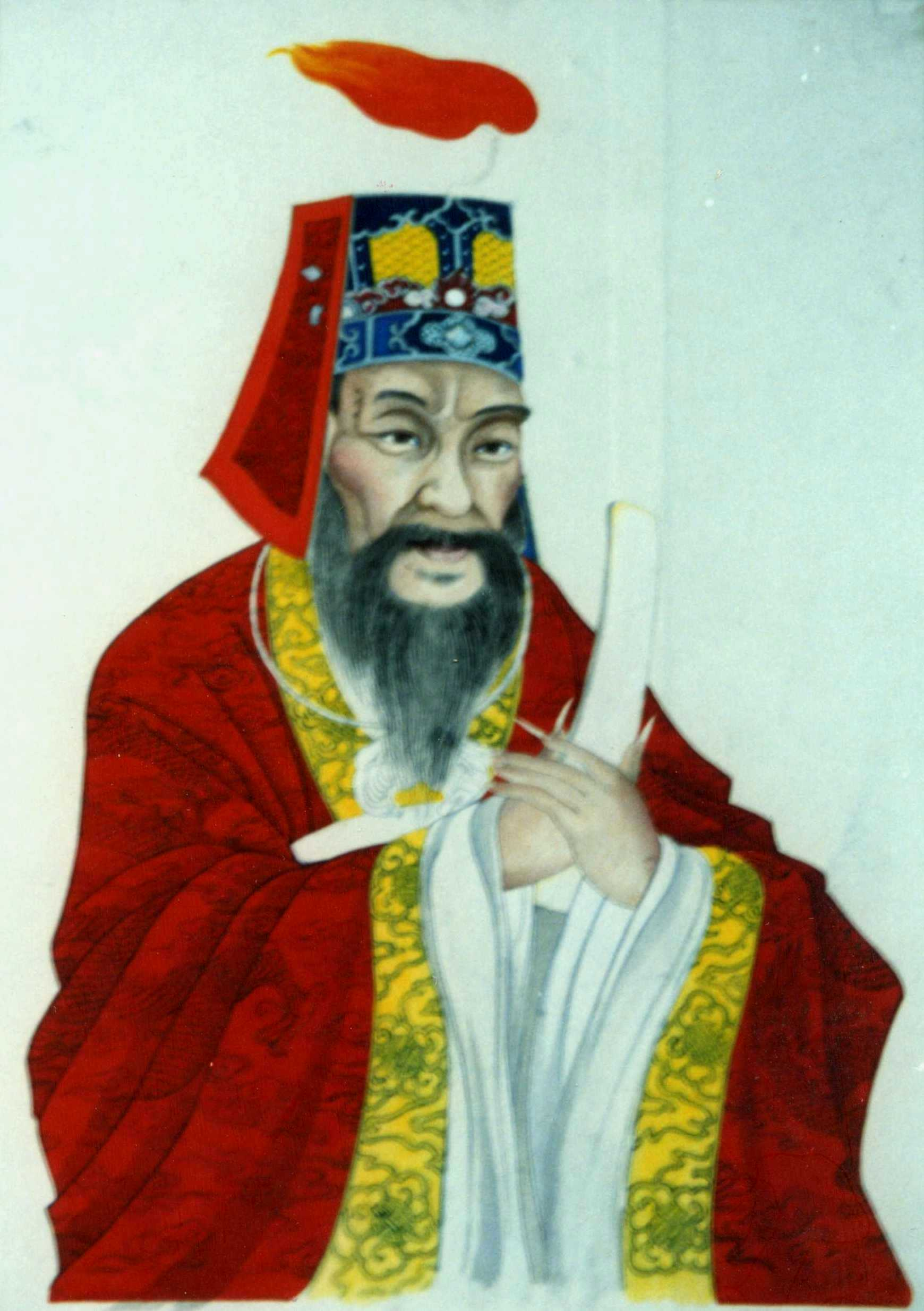
明 王陽明先生之肖像
浙江省余姚市「中天閣」蔵
昭和60年8月 第一次訪問時撮影

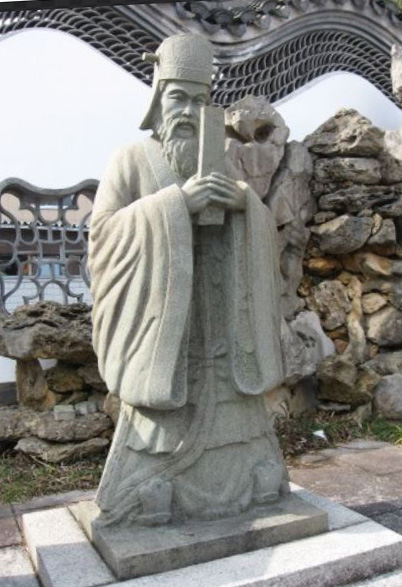
安曇川町「陽明園」王陽明石像
上掲肖像画を元に余姚の人々により
1991年 余姚産花崗岩で製作

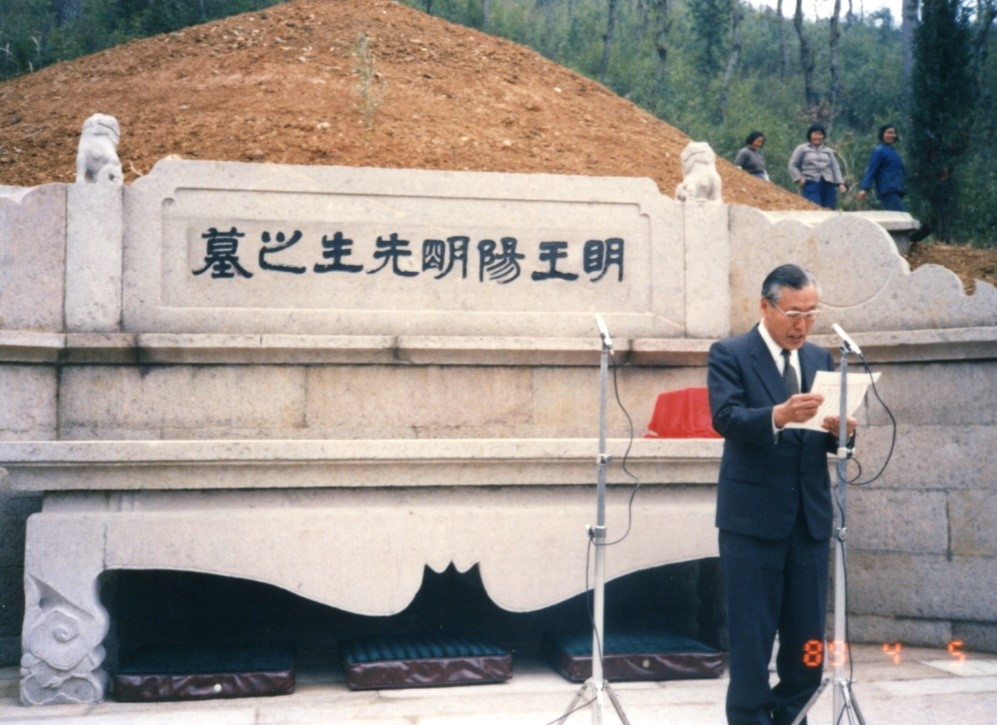
「明王陽明先生之墓」除幕式
あいさつする岡田武彦

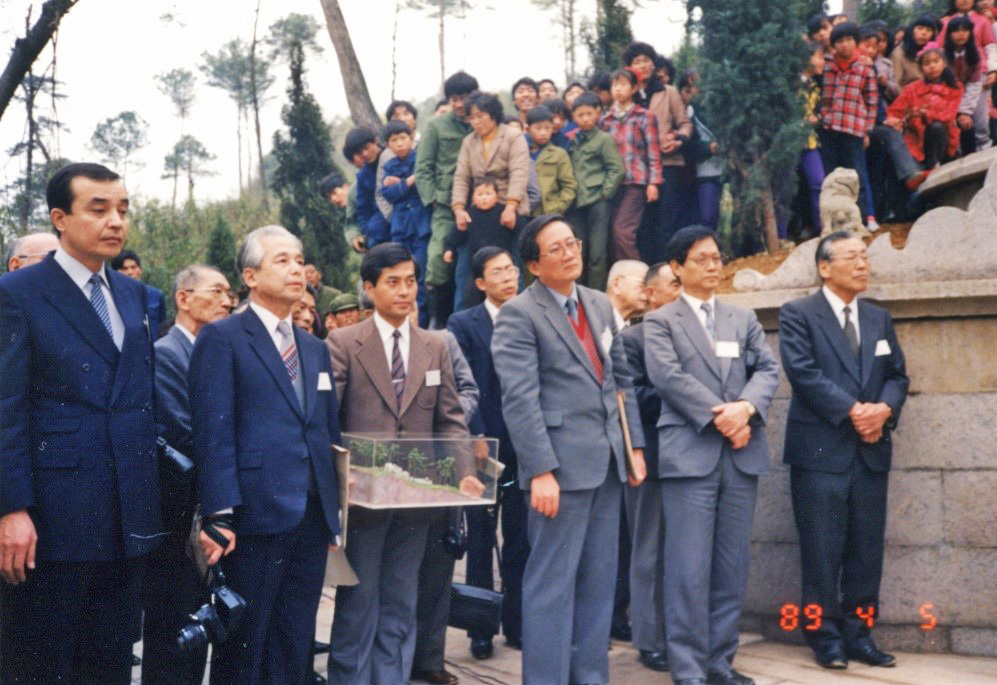
「式典を見守る参加者たち」
右端：岡田

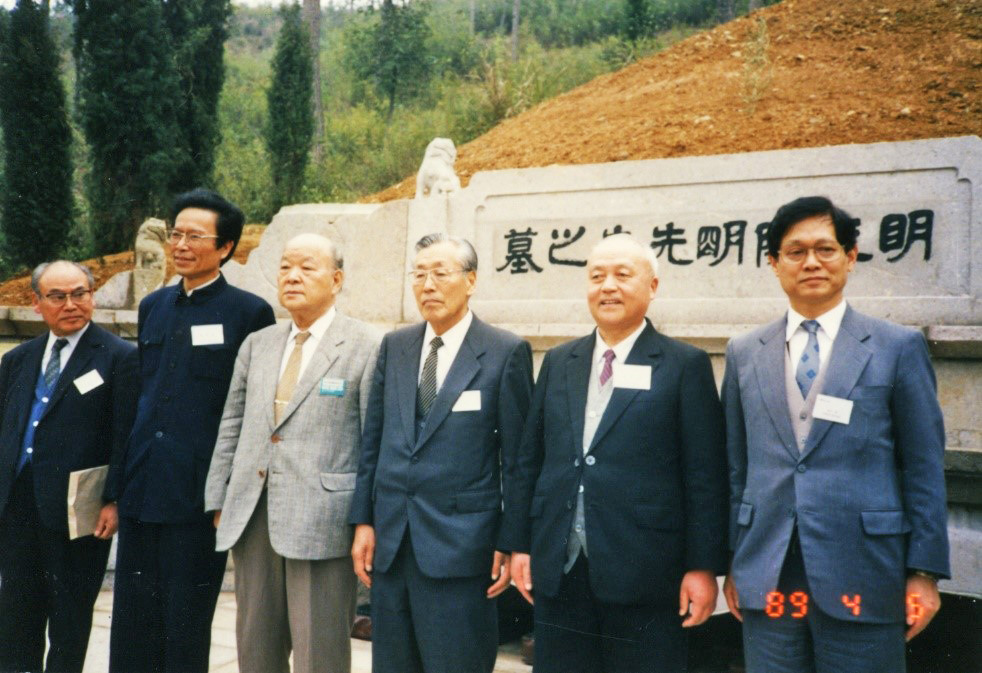
「王陽明墓の前で記念撮影」
左から：柳橋由雄氏、一人おき志賀一朗教授、岡田教授、王鳳賢浙江省社会科学院院長、福田殖教授。

1985年（昭和60年）から1996年（平成8年）の間、5次にわたり本場浙江省社会科学院はじめ中国の学者を先導に、日本の学者や門人たちと中国本土の王陽明関連遺跡を精力的に探査、中国の学者との交流も深く、日本の学友との協力で王陽明遺跡修復や記念碑建立にも貢献、1989年（平成元年）4月5日（清明節）には「明王陽明先生之墓」竣工除幕式が挙行され、岡田が墓前で挨拶、自作の四六駢儷の「祭文」も朗読された。（詳しくは、岡田武彦著『王陽明紀行』─登龍館発行・明徳出版社発売 参照）
王陽明の肖像画は幾種類か伝わっているが、右掲の古画も有名で、滋賀県高島市安曇川町「陽明園」に在る王陽明等身大石像は、この画を元に作られたと伝わっている。

### 2. 「東アジアの伝統文化国際会議」
1994年（平成6年）4月8日から10日の3日間、国内外60数名の学者を集めて開かれた。主催は「同実行委員会」、共催は「福岡市・西日本新聞社」であった。
☆初日の8日は福岡市中央市民センターで開かれ、開会挨拶で岡田武彦実行委員長は、「まもなく20世紀が終わろうとしている今日、世界は政治的、経済的、文化的に激しく揺れ動いている。我々は、伝統文化・思想をもう一度学び直すことによって、人類の未来を切り拓いていく何ものかをそこから探すことができるかどうか。伝統思想を今日に新しく生かす方法を見いだすことができるかどうか。今回の国際会議は、このような重大かつ切実な課題を担っている。」と述べた。
当日のテーマは「貝原益軒を考える」で、先ず岡田会長開会挨拶のあと。W・T・ド・バリー（コロンビア大学名誉教授）が「世界的に評価を受ける貝原益軒」と題して通訳付きで基調講演。つづいて「シンポジウム」に移り、司会は源了圓（元東北大学名誉教授）、パネリストに井上忠（元福岡大学教授）・原敬二郎（恵光会 原病院院長）・木下勤（温和堂木下クリニック院長）・板坂耀子（福岡教育大学教授）の日本側4名と、アメリカ M・E・タッカー（バックネル大学教授）という豪華メンバーで、シーボルトから東洋のアリストテレスと称えられ、地元福岡が生んだ養生の神様ともいうべき「貝原益軒」について、それぞれのパネラーから発表があり、益軒の偉大な業績を語り、今に生きる意義を学び今後の指針とした。
☆2日目も同会場で、岡田委員長が「日本文化と簡素の精神」と題し講演。日本には古来から「簡素の精神」があり、簡素になればなるほど内的精神は豊かになり、深くなる」ということを、例をあげて簡潔に話した。（詳しくは自著『簡素の精神』＝致知出版社発行を参照）
このあと三つの分科会に分かれて、それぞれに研究発表と討論が行われた。以下に各テーマと発表者の氏名を記しておく。
第一分科会
- 中庸の解釈をめぐって 金谷 治（東北大学名誉教授）
- 「心遠考」─宋代新儒家の意識構造に関する一考察 佐藤 仁（久留米大学）
- 宋明の道学詩について 福田 殖（九州大学）
- 岡本監輔の思想について 町田三郎（九州大学）
- 明中葉以後の反伝統思想 李 焯然（シンガポール大学）
- 黄梨洲の陽明学に対する批判と理論的訂正 呉 光 （浙江省社会科学院）
- 乾嘉学派と清代の実学 葛 栄晋（中国人民大学）
- 熊十力の清代考証学に対する批判 林 慶彰（台湾中央研究院）
- 明代庶民儒者顔鈞とその大中思想 黃 宣民（北京社会科学院）
- 曾點楽から狂禅の風へ 古 清美（台湾大学）

第二分科会
- 中国の公と日本の公 溝口雄三（大東文化大学）
- 清末民国初の思想的展開─伝統と近代─ 河田悌一（関西大学）
- 中国商人倫理思想の現代的意義 川勝 守（九州大学）
- 近代儒学と中華文化 徐 遠和（中国社会科学院）
- 無と自然─中国道家思想の考察─ 戴 璉璋（台湾中央研究院）
- 論語版本源流考 昌 彼得（台湾故宮博物院）
- 四庫全書と中国伝統文化 呉 哲夫（台湾故宮博物院）
- 明宣宗歴代臣鑑の文化史上における意義 趙 令揚（香港大学）
- 王陽明と道家 泰 家懿（トロント大学）
- 荀子の孟子批判の要因 ─子思・孟子の五行説に関する新解釈─ 黃 俊傑（台湾大学）
- 南宋における太上感応説と民衆道徳について 朱 栄貴（台湾中央研究院）

第三分科会
- 明代儒学の回顧と展望 余 英時（プリンストン大学）
- 毛沢東における伝統文化の継承に関する分析 劉 述先（香港中央大学）
- 陳白沙から王陽明へ 羌 允明（マケリー大学）
- 孔子仁学の歴史的発展と現代的意義 歩 近智（北京社会科学院）
- 仁義道徳と二十一世紀 高 令印（厦門大学）
- 四海一家─儒教エコロジーについて─ R・L・テーラー（コロラド大学）
- 儒家の現代的意義 柳 存仁（オーストラリア大学）
- 儒家人文精神の現実化 王 邦雄（台湾中央大学）
- 中国伝統文化の自然に対する重視と擁護 鄭 良樹（香港中央大学）

☆3日目はNHK福岡放送センタービルに移り、2日目と同様三つの分科会に分かれて、それぞれの研究発表・討論であった。
第一分科会
- 中国伝統宗教の転機 福井文雄（早稲田大学）
- 木陳道忞の著作について 野口善敏（長性寺）
- 儒教的資本主義の精神 金 日坤（釜山大学）

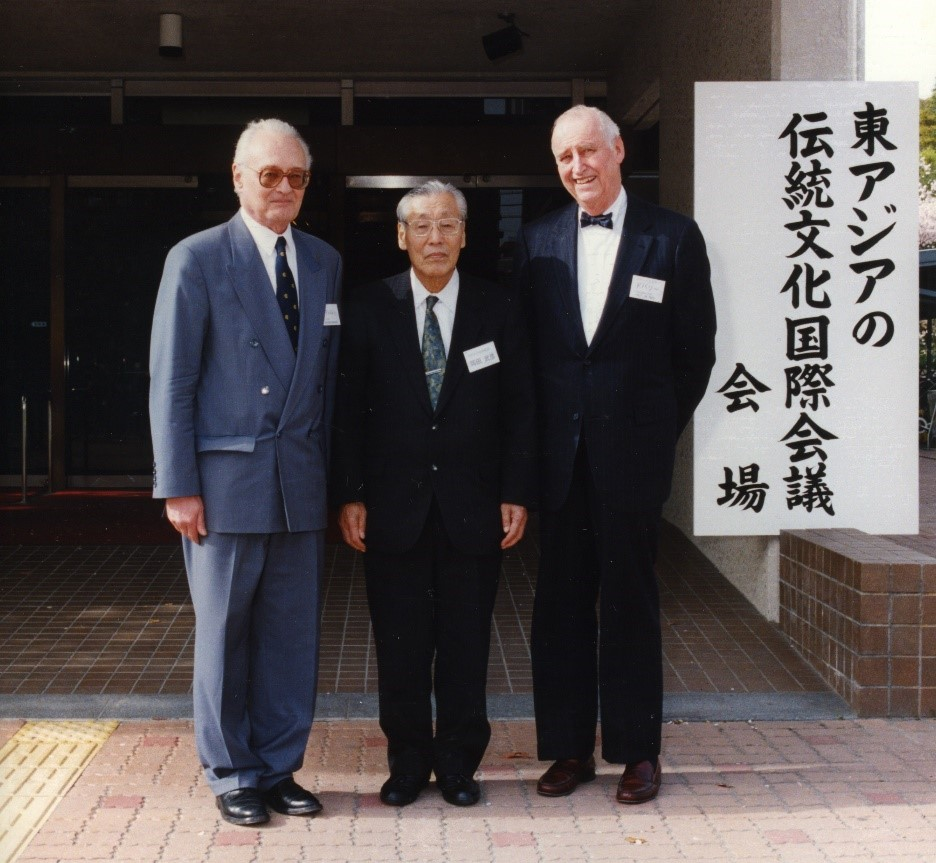
「東アジア伝統文化国際会議」
左から：ヴァンデルメルシュ（フランス）、岡田（日本）、ド・バリー（アメリカ）の各教授

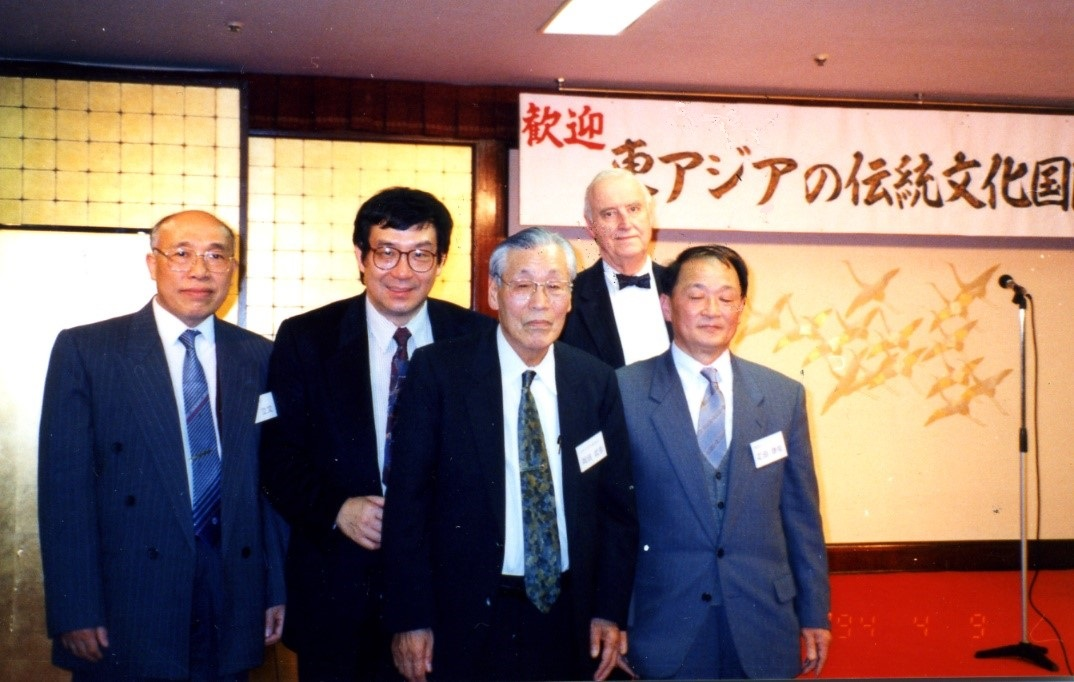
「東アジア伝統文化国際会議」
左から：張立文（中国）、杜維明（ハーバード大学）、岡田（日本）、ド・バリー（アメリカ）、疋田啓佑（日本）の各教授

- 批判的継承と創造的発展 ─伝統的儒教者と現代化課題について─ 傳 偉勲（テンプル大学）
- 中国伝統倫理思想とその基本的特徴 王 鳳賢（浙江省社会科学院）
- 中国伝統の展開 龔 鵬程（台湾中正大学）
- 儒家思想とその現代的意義 陳 来 （北京大学）
- 荀子礼楽論の解明 楼 宇烈（北京大学）
- 大同思想の理論的価値と実践的意義 周 桂鈿（北京師範大学）

第二分科会
- 朝鮮の儒学者炳憲の儒教復興論 坂出祥伸（関西大学）
- 李退渓の書院観 朴 洋子（江陵大学）
- 趙重峰『東還封事』の改革主義と民本思想 安 炳周（成均館大学）
- 道教─言葉からの解放─ M・ミルシンスキー（リュブリアナ大学）
- 新儒家の歴史観─胡宏を例として─ C・シロカウエル（ニューーヨーク私立大学）
- 中国古代哲学思想と文芸思想の関連 張 少康（北京大学）
- 関漢卿の歴史劇について 曾 永義（台湾大学）
- 宋代の仏教文学 黃 啓江（ホーバードアンドウィリアムス大学）
- 貝原益軒の大疑録 黃 錦鋐（台湾師範大学）
- 貝原益軒と朱熹の「理」思想の比較 李 甦平（中国人民大学）

第三分科会
- 人文世界と当代新儒学の再建 成 中英（ハワイ大学）
- 「継往開来」から見た当代新儒家の学術的功績 蔡 仁厚（台湾東海大学）
- 中国伝統文化の精髄─和合学─ 張 立文（中国人民大学）
- 中国の伝統的方志学と東方の文化 陳 捷先（台湾大学）
- 中国戯曲の戯変から見た中国思想文化の展開 金 学主（ソウル大学）
- 儒家倫理における現代の道徳的危機 L・ヴァンデルメルシュ（パリ大学）
- 竹内好のアジア現代文化と現代主義の批判倫理 H・D・ハラチュニエン（シカゴ大学）
- 儒教倫理説の現代における再構成 尹 絲淳（高麗大学）

この折りの論文は、台湾の正中書局から『東亜文化的探求─伝統文化的発展─』と『同─近代文化的動向』の二冊として刊行された。（『光風霽月』岡田武彦先生追悼文集─528頁・町田三郎文引用）

### 3. 「国際陽明学京都会議」
1997年（平成9年）8月11日から13日の三日間、国立京都国際会館で、将来世代総合研究所主催、京都フォーラム・将来世代国際財団後援で開かれ、この国際会議は「21世紀の地球と人類に貢献する陽明学」というテーマで、米国・中国・台湾・シンガポール・韓国・カナダ・フランス・オーストラリア・イギリス・ロシアなど世界各地から25名の招待学者と、国内から約300名の研究者・実践家が参加した。

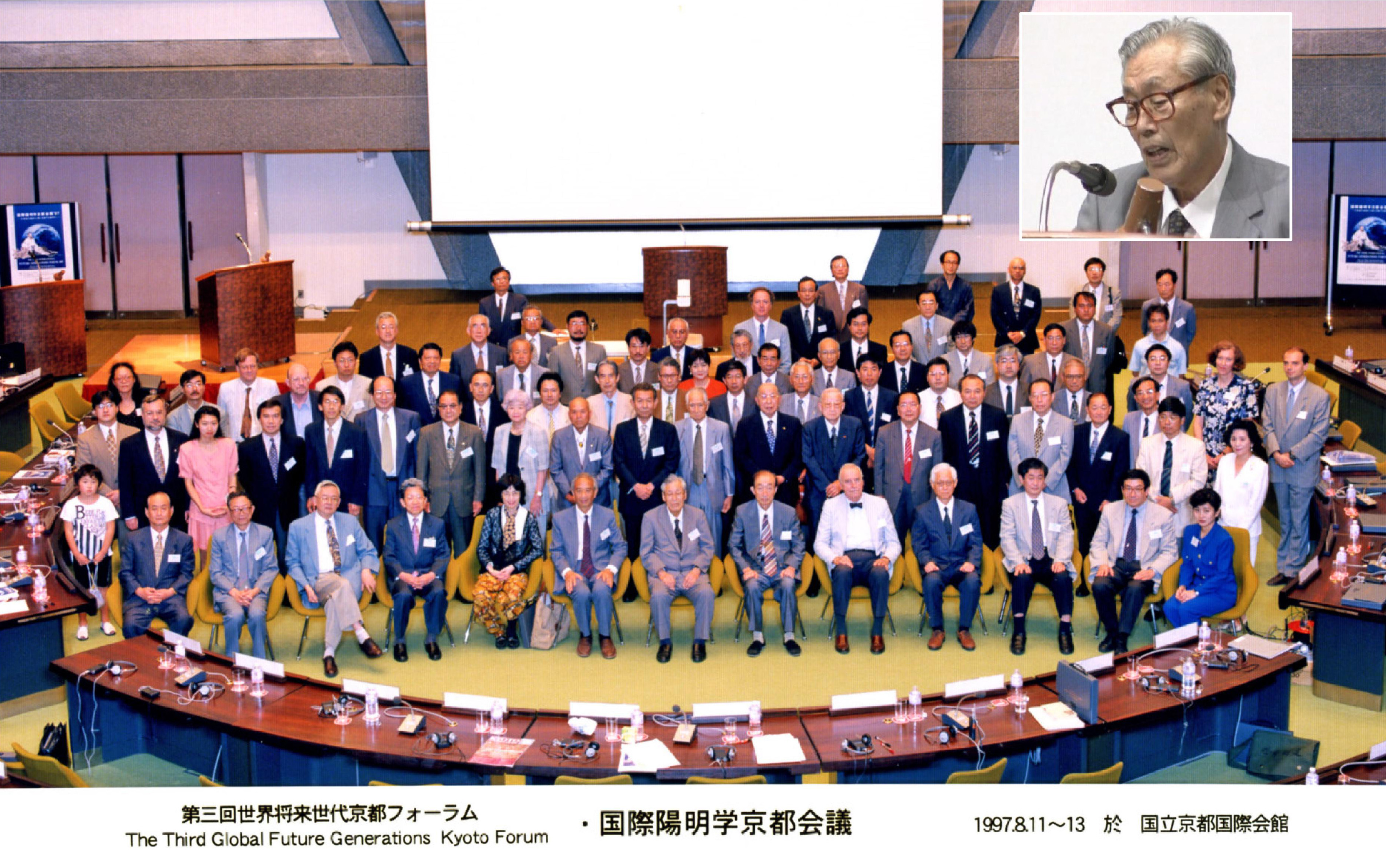
「国際陽明学京都会議」
記念写真
右上に岡田のあいさつ姿を拡大表示

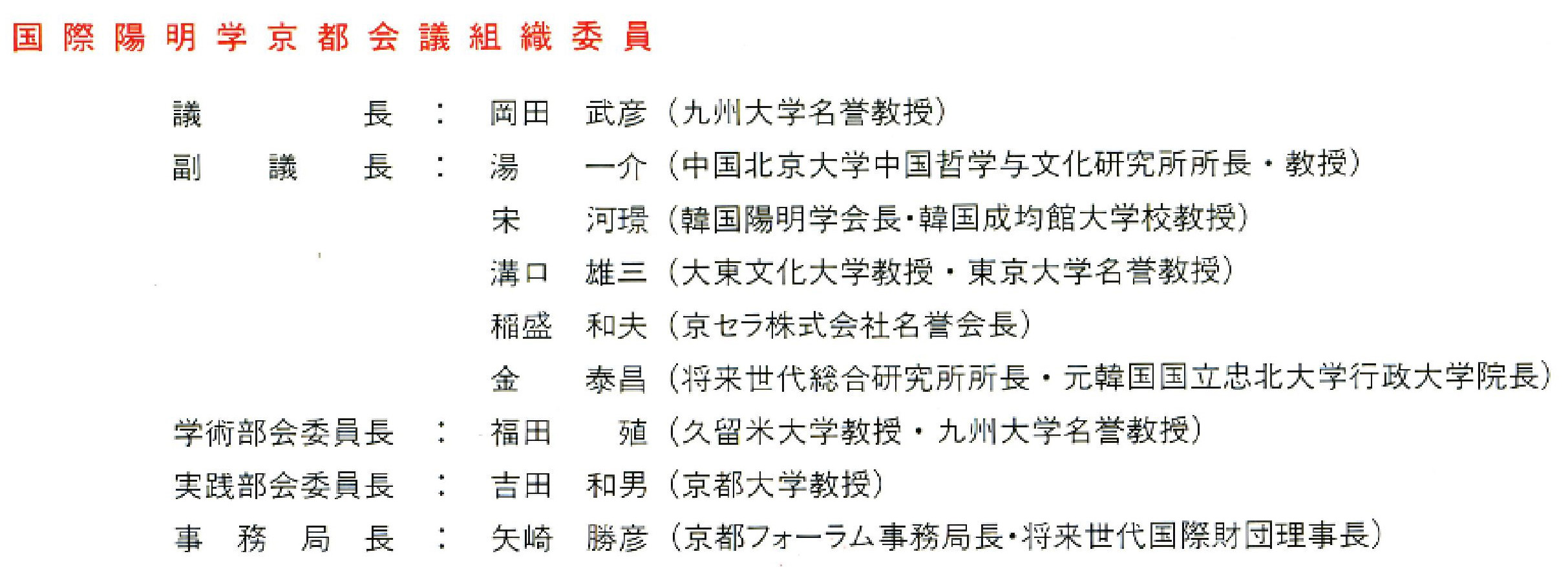
「国際陽明学京都会議」
組織委員会名簿

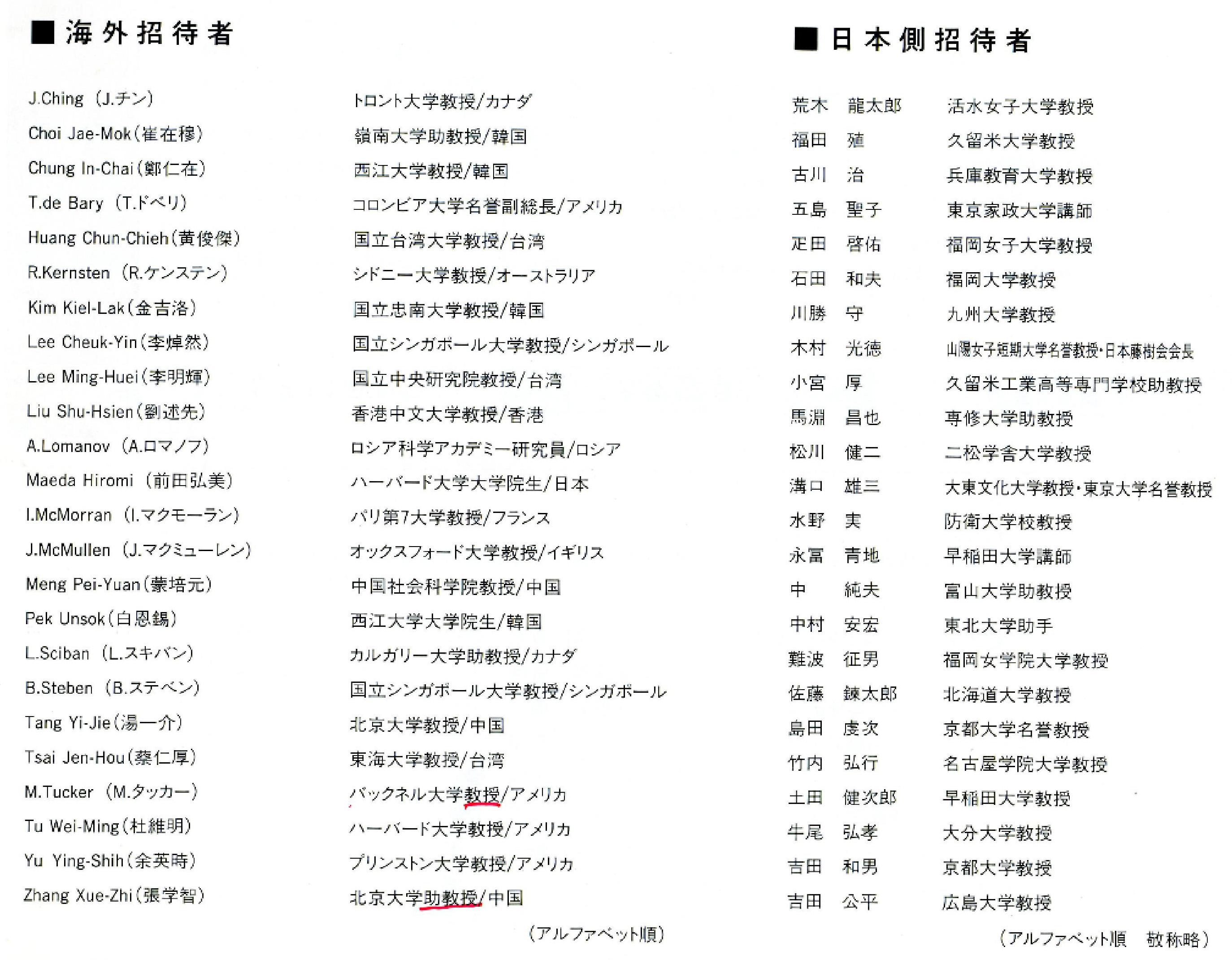
「国際陽明学京都会議」
海外、日本国内 招待者一覧

岡田武彦はその年まもなく満八十八の米寿を迎える歳であったが、矍鑠とした議長としての開会挨拶の中で「近年になって、漸く科学文明が環境破壊、利己主義、物質的・経済的価値の重視、人倫道徳の破壊などの弊害をもたらすことが注目され、…（途中略）…、それらを克服するには21世紀以後の陽明学の意義と価値を真剣に考えなければならない時期に来ていると思います。…（途中略）…そこで私たちは、文明文化が進歩し、人智が発達すればするほど、ますます良知を磨いてその光明を輝かしてその功罪を明らかにするとともに、人間の功利心を徹底的に除去することに最も力を注がねばなりません。これが真の文明文化や人智の進歩発達及び人類の平和と繁栄を将来するための必須の道と思います。」と結んだ。
その後の基調講演はド・バリー（コロンビア大学名誉副総長）、余英時（プリンストン大学教授）、溝口雄三（大東文化大学教授・東京大学名誉教授）、島田虔次（京都大学名誉教授）、杜維明（ハーバード大学教授）、秦家懿（トロント大学教授）、金泰昌（将来世代総合研究所所長）と七名の先生方で行われ、とくに島田虔次京都大学名誉教授の「我々は儒学というと古くさいと、はじめから、きめつけるが、はたしてそうであろうかと思う。例えば王陽明の<大学問>は名文で内容があり、すばらしい。王心齋の<鰍鱔説>も、半死半生のような、こういう人間という生き物を少しでも空気をかよわせて、生きかえらせてやる。それが儒教のゆき方。私はこれが昔から好きで、これは絶対（『儒教選集』を作るとしたら）落とせないと思っていた。」という話しは心にしみるものがあった。
12のセッションでは中国語、英語、日本語に分かれて、熱心に発表と討論が行われた。特にセッション6では、実践部会委員長の吉田和男京都大学名誉教授司会のもと、新井正明（住友生命保険名誉会長）、林大幹（元環境庁長官）、北室南苑（北枝篆会主宰）の三氏による実践活動報告が行われた。
最終日の全体会議では、林田明大をはじめとする全国の実践活動者の報告が熱心になされ、続いて20代研究者の志として、陳瑋芬（台湾）、白恩錫（韓国）、ロマノフ（ロシア）、藤本茂（日本）の各氏が、それぞれ思うところを発表した。こういう実践報告は、この国際会議組織委員会議長岡田武彦の「実践家の参加は陽明学が根付いている日本でなければ出来ない試み」という判断と、長年にわたる実践家との熱い交流があったからこそ実現したのであった。
この国際会議は、組織委員会事務局長・矢崎勝彦（将来世代国際財団理事長・京都フォーラム事務局長）の献身的尽力によって所期以上の成果をおさめることができた。これは岡田の人徳によるところも大きい。（『光風霽月』岡田武彦先生追悼文集─456頁・福田殖文引用。 組織委員会名簿・国内外招待者一覧は右記。）

## 「東洋の心を学ぶ会」

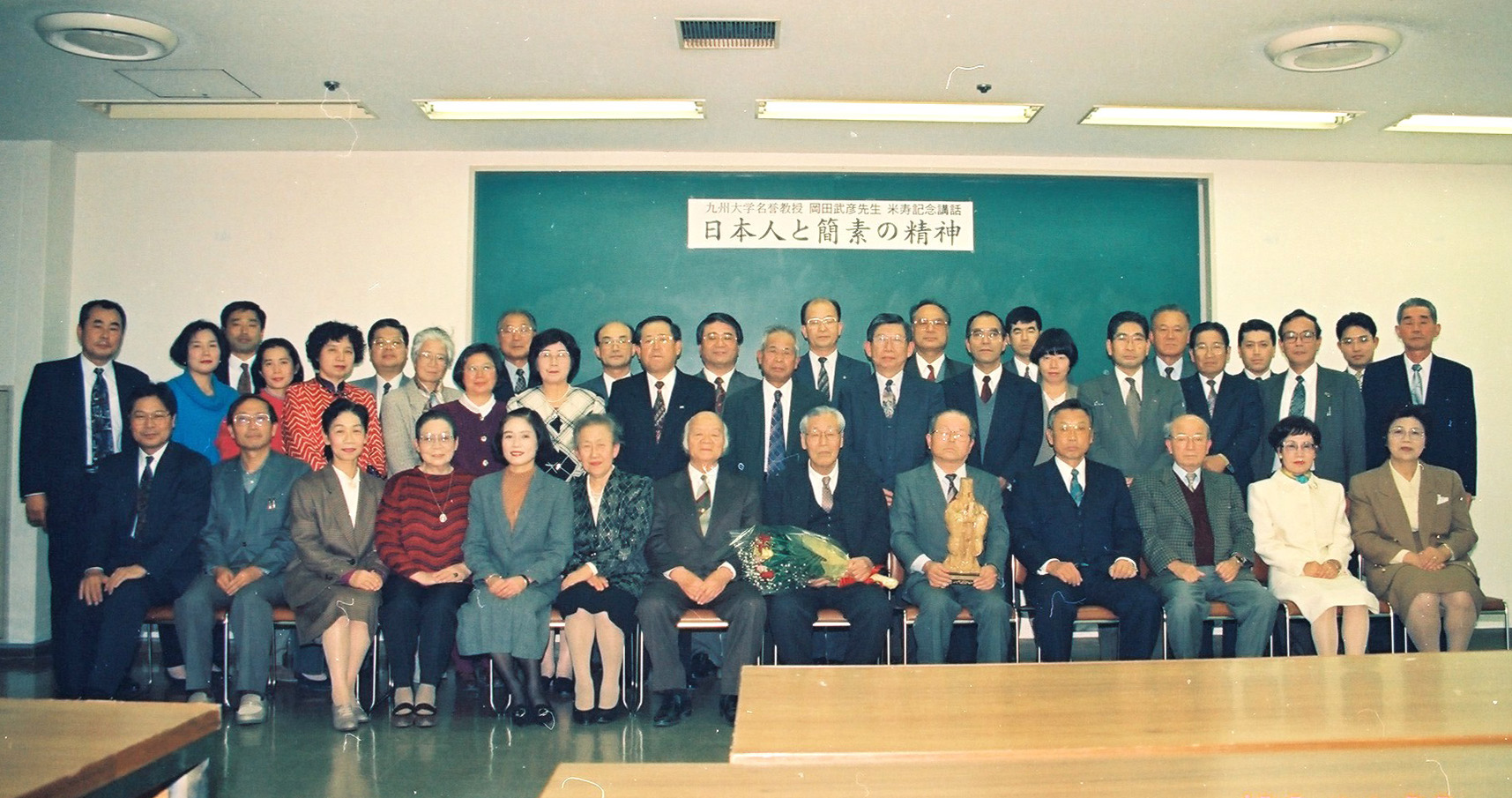
米寿記念講話「簡素の精神」
1999年（平成7年）11月 西日本新聞会館

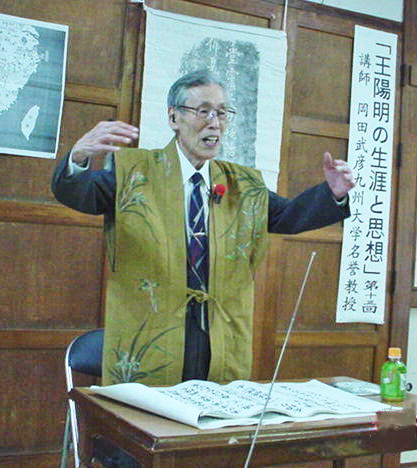
「王陽明の生涯と思想」第13回
2003年（平成15年）5月 警固神社神徳殿

「東洋の心を学ぶ会」は、1989年（平成元年）9月に、月1回の例会で発足したが、岡田はそれ以前、昭和40年代から十数年間にわたり「東洋思想講座」という会で、『王陽明文集』『論語』『佐藤一斎 言志録』『礼記』『孟子』『王陽明傳習録』と講義をしていた。しかし会の世話人が高齢でお世話が出来なくなり、惜しくも閉会となったため、その精神を受け継ぎ会名を改めて新発足したのが「東洋の心を学ぶ会」である。
それゆえ、テキストは「東洋思想講座」で完読に至らなかった『佐藤一斎欄外書付 王陽明傳習録』（松雲堂発行）を引き継ぎ使用し、新会員も多く居たため、岡田は伝習録の成り立ちから講義をはじめた。講義はテキスト一辺倒ではなく、伝習録に出てくる人物に関しても深く立ち入って話し、伝習録の講読はなかなか進まないものの、それがまた我々の理解力も深める〝楽しみ〟でもあった。また時には伝習録を休み、上記自説の「簡素の精神」「身学説」「兀坐説」「崇物論」などの話しもしたが、これらは純日本的な考えながら、王陽明「心学」と一致するところがあるように思われる。
「東洋の心を学ぶ会」の噂は、その道を求める人達にたちまち広まり、九州外からも山形県、千葉県、東京、横浜、名古屋、大阪、山口などから出席する者も出るに及び、岡田武彦が慕われる人格と徳の深さが、あらためて窺われた。
講義の後には「直会」に移り、講師の岡田を囲んでワイワイガヤガヤやるのが常で、岡田もニコニコして皆と話すのが好きだったようで、直会を楽しみにして会に来る人も多かったようだ。
このように岡田はコチコチの学者ではなく、墨書を楽しみ、酒を飲んでは皆とも分け隔てなく話し楽しむ。ここに慕われる所以があったのだろう。

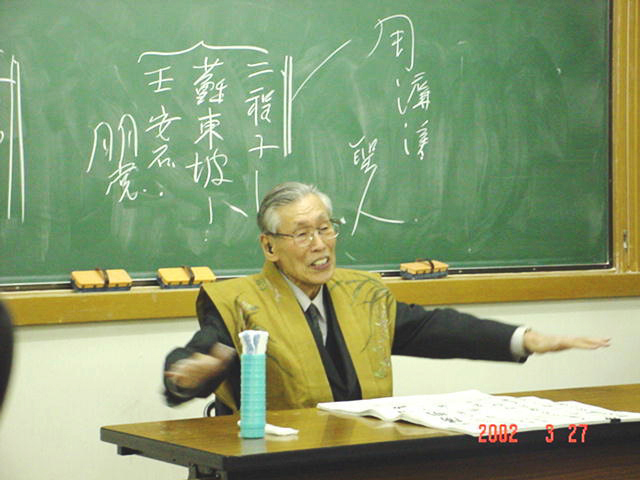
「東洋の心を学ぶ会」で講義中の岡田武彦
2002年（平成14年）3月27日 福岡市中央市民センター

### 東洋の心を学ぶ会 歴代会長
| 初 代 哉尾 弘一  |
| 第二代 三苫 盛人 |
| 第三代 森山 文彦 |

## 「簡素書院」
書院とは、東アジアに存在した伝統的学校のことで、日本では寺子屋、塾、郷校、藩校などとも呼ばれた。
「簡素書院」は、福岡市中央区に位置する鬼丸ビルの一室（山下亨所有）を借り、書院教育による人格の陶冶と古典の学習を目指し、難波征男発起人代表を運営委員長として、1999年（平成11年）8月25日に立ち上げられ4年2か月間続いた。
しかしながら岡田武彦書院長の高齢化も加わり、2003年（平成15年）9月の36回を以て閉院となった。

### 簡素書院と命名の由来

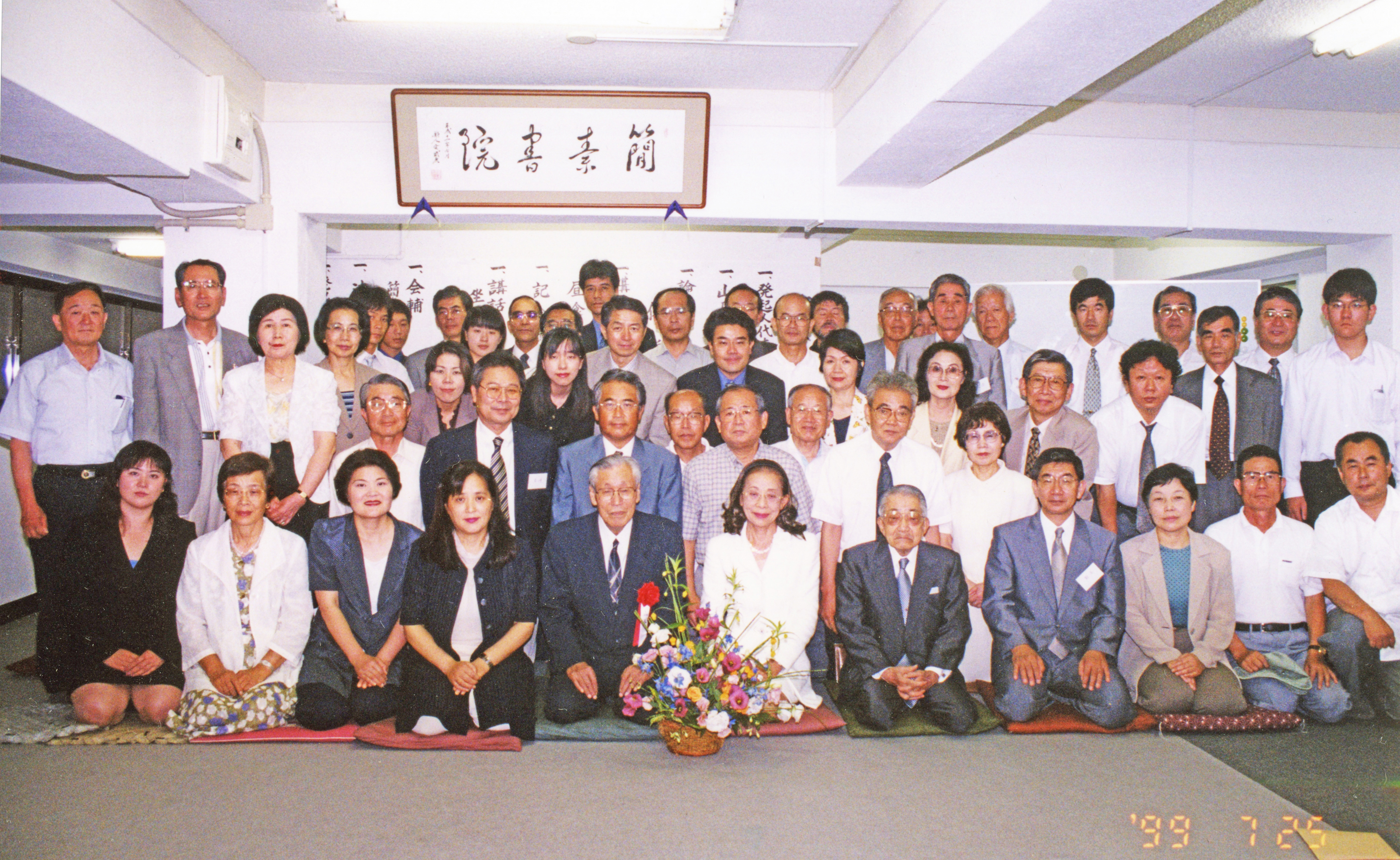
簡素書院開学に集った人々
1999年（平成11年）7月25日

『易経』の「賁」卦によれば、「文極まれば素に反る（飾りをつきつめていくと、もとの飾りのないものになる）」とあり、『簡素の精神』の著者・岡田武彦は「表現を抑制すれば簡素になる。それを抑制して簡素になればなるほど内的精神はますます豊かになり、充実し、深化する。これを簡素の精神という。」と述べている。この簡素の奥深いところをめざしたのが「簡素書院」であった。

### 理念
簡素書院は、古今・東西の叡智を集結し、幼児から成人まで共に学ぶ異年齢教育や、国内外識者ととの交流をはかる等、新しい教育機関として次のことを実行する。
1. 学びあう朋友に、その悦びや楽しみを共有する場を開く。
2. 東洋古典の精神を深く体認し、それぞれの場で実践するための研修をおこなう。
3. 地域の伝統文化を継承・発展させる人材を育成し、地球と人類の将来に貢献する。

### 講学内容
1. 兀坐…………指導：書院長 岡田武彦。 兀坐して、わが内なる宇宙の生気を養う。（兀坐培根）
2. 斉唱…………『論語』等を、一斉に斉誦する（素読のリズム感を身につける）。
3. 講話・講読…随時外部講師を招聘し、広く東西の文明文化を学ぶ。また古典を講読する。
4. 会輔…………出席者間でテーマを設定し論議を深める。
5. 掃除…………洗心の一環として、全員で室内外の掃除を行う。

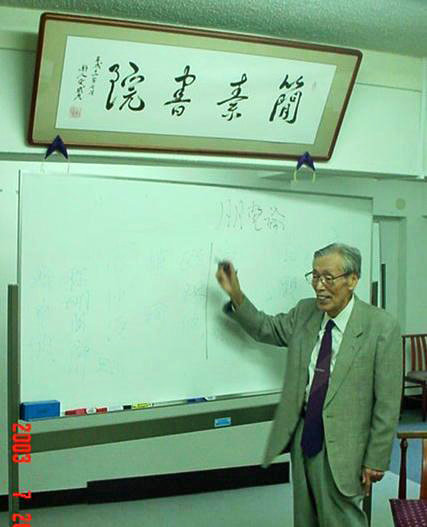
簡素書院で講義する岡田武彦 94歳
横額は岡田の揮毫 2003年（平成15年）7月2日

### 簡素書院 運営体制
| 書院長（山長） …岡田武彦（九州大学名誉教授）            |
| 発起人代表（運営委員長）…難波征男（福岡女学院大学教授） |
| 発起人 （運営委員） …三苫盛人はじめ 計9名               |

### 講学期間
| 第1回：1999年（平成11年）8月25日                      |
| 第36回：2003年（平成15年）9月21日 修了式              |
| 合計：4年2か月間 岡田書院長が高齢のため閉講となった。 |

### 簡素書院開学に駆けつけた主な朋たち
荻須あつ子（名古屋）、田中彊子（大阪）、樋口（大阪）、宮崎晃吉（大牟田）、富村雅弘（北九州）、増永金一（福岡）。

### 外部から招いた主な特別講師
近藤則之佐賀大学教授、柴田篤九州大学教授、王開府台湾師範大学教授、町田三郎九州大学名誉教授、李国鈞 中国 華東師範大学教授、矢山俊彦医師、疋田啓佑福岡女子大学教授、海老田輝巳九州共立大学教授、田村明美梓書院社長、羽床正範北九州大学教授、コール・ダニエル福岡女学院大学助教授、猪城博之九州大学名誉教授、釈弘元雲水牧師。

### 所在地
「オニマルビル2階（五月会館）」福岡市中央区渡辺通り5丁目23-14
現在は取り壊されて、形も無い。

## 墨跡
昭和30年頃より揮毫をよくするようになり、はじめは雅号を「高眠齋」としていたが、歳を重ねるうちに「唯是庵」 「斯人舎」などと変化し、最晩年は「自然齋」と名のり、自然と同化したような日本古来の観念に思いを強くしたように思われた。揮毫は知人の多くに手渡したので所有している者も多い。
※現在は、この欄への墨跡掲載はナシ。

## 生前の主な役職・称号等
九州大学名誉教授／二松学舎大学客員教授／東方学会(日本)名誉会員／日本中国学会顧問／九州中国学会会長／中華学術院(台湾)栄誉哲士／国際陽明学研究中心(中国浙江省社会科学院)学術顧問及び名誉研究員／孔子文化大全編輯部(中国)学術顧問／世界孔子大学籌建会(中国)名誉籌建主委・永久名誉校長／孔子大同礼金籌建会(中国)名誉籌建主委・永久名誉主委／国際儒学聯合会(中国)顧問／李退渓学会(韓国・日本)顧問／李退渓国際学術賞審査員。

## 受賞歴
- 勲三等旭日中綬章 1981年（昭和56年）
- 西日本文化賞 2000年（平成12年）

## 著作
- 『楠本端山 生涯と思想』積文館書店 1959
- 『東洋の道』明徳出版社 1969
- 『王陽明と明末の儒学』明徳出版社 1970
- 『王陽明文集』（中国古典新書）明徳出版社 1970
- 『中国と中国人』啓学出版 1973
- 『東洋の道 続』明徳出版社 1976
- 『坐禅と静坐』（大教選書）大学教育社 1977
- 『劉念台文集』（中国古典新書）明徳出版社 1980
- 『江戸期の儒学 朱王学の日本的展開』木耳社 1982
- 『中国思想における理想と現実』木耳社 1983
- 『宋明哲学の本質』木耳社 1984
- 『叢書・日本の思想家 6 山崎闇斎』明徳出版社 1985
- 『王陽明』 (シリーズ陽明学) 明徳出版社 1989-1991
- 『我が半生・儒学者への道』岡田武彦述 福岡県小郡市「思遠会」発行 1990.11.22
- 『孫子新解』 (日経ベンチャー別冊)日経BP社 1992
- 『現代の陽明学』明徳出版社 1992
- 『儒教精神と現代』明徳出版社 1994
- 『東洋のアイデンティティ 中国古代の思想家に学ぶ』批評社 1994
- 『王陽明小伝』明徳出版社 1995
- 『王陽明紀行 王陽明の遺跡を訪ねて』登龍館発行、明徳出版社発売 1997
- 『簡素の精神』致知出版社 1998
- 『警世の明文王陽明拔本塞源論 王陽明の万物一体思想』明徳出版社 1998
- 『ヒトは躾で人となる』登龍館発行、高木書房発売 2001
- 『陽明学つれづれ草 岡田武彦の感涙語録』明徳出版社 2001
- 『岡田武彦全集』全24巻 明徳出版社（「東洋の心を学ぶ会」世話人 森山文彦の尽力で実現）
  - 1-5 王陽明大伝 生涯と思想 2002-2005
  - 6-7 王陽明全集抄評釈 2006
  - 8-9 王陽明紀行 2007
  - 10-11 王陽明と明末の儒学 2004
  - 12 孫子新解 2003
  - 13 劉念台文集 2005
  - 14 東洋の道 2006
  - 15 東洋のアイデンティティ 2007
  - 16 朱子の伝記と学問 2008
  - 17-18 宋明哲学の本質 2008-2009
  - 19 中国思想の理想と現実 2009
  - 20 中国と中国人 2009
  - 21 江戸期の儒学 2010
  - 22 山崎闇斎と李退渓 2011
  - 23 貝原益軒 2012
  - 24 林良斎と池田草菴 2013
  - 25 楠本端山 2024.1.30   ＜『岡田武彦全集』全25巻 完結 ＞

### 共編著・校注
- 『幕末維新朱王学者書翰集 巻1』佐藤仁共編 岡田武彦 1962
- 『日本思想大系 47 近世後期儒家集』中村幸彦共校注 岩波書店 1972
- 『近世漢籍叢刊 和刻影印 思想3編』全16 荒木見悟共主編 中文出版社 1977
- 『叢書・日本の思想家 42』月田蒙斎 難波征男著 楠本端山 岡田武彦著 明徳出版社 1978
- 『楠本端山・碩水全集』岡田武彦ほか編集 葦書房 1980
- 『近世漢籍叢刊 和刻影印 思想4編』全14 荒木見悟共主編 中文出版社 1984
- 『近世漢籍叢刊 和刻影印 思想初編』全12 荒木見悟共主編 中文出版社 1985
- 『叢書・日本の思想家 9』安東省庵 菰口治著 貝原益軒 岡田武彦著 明徳出版社 1985
- 『陽明学の世界』編著 明徳出版社 1986
- 『叢書・日本の思想家 29』近藤篤山 近藤則之著 林良斎 岡田武彦著 明徳出版社 1988
- 『現代に生きる論語』熊谷八州男 共編 文言社 1989
- 『佐藤一斎全集』全14巻 監修 明徳出版社 1998-2010
- 『簡素と和合 対立から大同の世紀へ 岡田武彦・張岱年対談』難波征男編 中国書店 1999

### 監修・訳書
- 中華五千年史『孔子と現代』上・中・下巻 張其昀著 岡田武彦監訳 文言社 1985-1988
- 復刻『王学雑誌』上・下 岡田武彦監修 文言社 1992.10.10

### 参考図書
- 『我が半生・儒学者への道』岡田武彦述 福岡県小郡市「思遠会」発行 1990.11.22
- 『崇物論』─日本的思考─ 岡田武彦著 森山文彦編 東洋の心を学ぶ会 発行 2003.08.24
- 『光風霽月─岡田武彦先生追悼文集』 岡田武彦先生追悼文集刊行会（代表=森山文彦）発行 制作=明徳出版社 2005.10.17

### 岡田武彦著作の中国語訳書
- 『王陽明と明末の儒学』：王阳明与明末儒学（冈田武彦著） 吴光 钱明 屠承先 译，上海古籍出版社 2000年
- 『簡素の精神』：简素的精神--日本文化的根本（冈田武彦著） 钱明 译，西泠印社 2000年
- 『王陽明大伝』：王阳明大传--知行合一的心学智慧（全三册） 钱明 审校 / 杨田 冯莹莹 袁斌 译, 重庆出版社 2015年
- 『王陽明と明末の儒学』：王阳明与明末儒学（冈田武彦著） 吴光 钱明 屠承先 译 / 钱明 校译, 重庆出版社 2016年
- 『王陽明と明末の儒学』：王阳明与明末儒学（冈田武彦著） 吴光 钱明 屠承先 译 / 钱明 校译，重庆出版集团 重庆出版社 2023年

## ビデオテープ・DVD・メディア
- 岡田武彦対談「簡素に生きるー東洋の知恵・東洋の人間観」 きき手：金光寿郎 平成13年5月20日
- 岡田武彦対談「知恵と行動─現代と陽明学」 きき手：金光寿郎 平成16年1月20日
- ビデオテープ＝ 岡田武彦先生「日本人の原点」を語る 60分 　インタビュアー：神渡良平 平成16年5月30日収録 企画：隈博文・石丸龍 販売：ざ・ぼんちわーく。
- DVD映像＝「崇物の道」・「岡田武彦先生の人と學問」57分 　　※制作：京都フォーラム　矢崎勝彦。・岡田の弟子たちの追悼の言葉と共にいろいろな映像も記録されている。

## 主な出典
- 『日本紳士録』第71版 文詢社
- 『我が半生・儒学者への道』岡田武彦述 「思遠会」発行
- 『王陽明紀行』登龍館発行 明徳出版社発売
- 『光風霽月─岡田武彦先生追悼文集』岡田武彦先生追悼文集刊行会発行